# Saint-Vaast-sur-Seulles
Pour les articles homonymes, voir Saint-Vaast et Seulles (homonymie).
Saint-Vaast-sur-Seulles [sɛ̃ vaː syʁ sœl] est une commune française, située dans le département du Calvados en région Normandie, peuplée de 159 habitants.

## Géographie
La commune est située à quelques kilomètres des plages du débarquement.
Le 1er janvier 2017, la commune passe de l'arrondissement de Caen à celui de Bayeux.

### Hydrographie
La commune est située dans le bassin Seine-Normandie. Elle est drainée par la Seulles, le ruisseau du Coisel et divers autres petits cours d'eau,.
La Seulles, d'une longueur de 72 km, prend sa source dans la commune de Dialan sur Chaîne et se jette  dans la baie de Seine à Courseulles-sur-Mer, après avoir traversé 31 communes. Les caractéristiques hydrologiques de la Seulles sont données par la station hydrologique située sur la commune de Juvigny-sur-Seulles. Le débit moyen mensuel est de 1,53 m3/s. Le débit moyen journalier maximum est de 32,6 m3/s, atteint lors de la crue du 26 janvier 1995. Le débit instantané maximal est quant à lui de 36,7 m3/s, atteint le 5 décembre 1988.

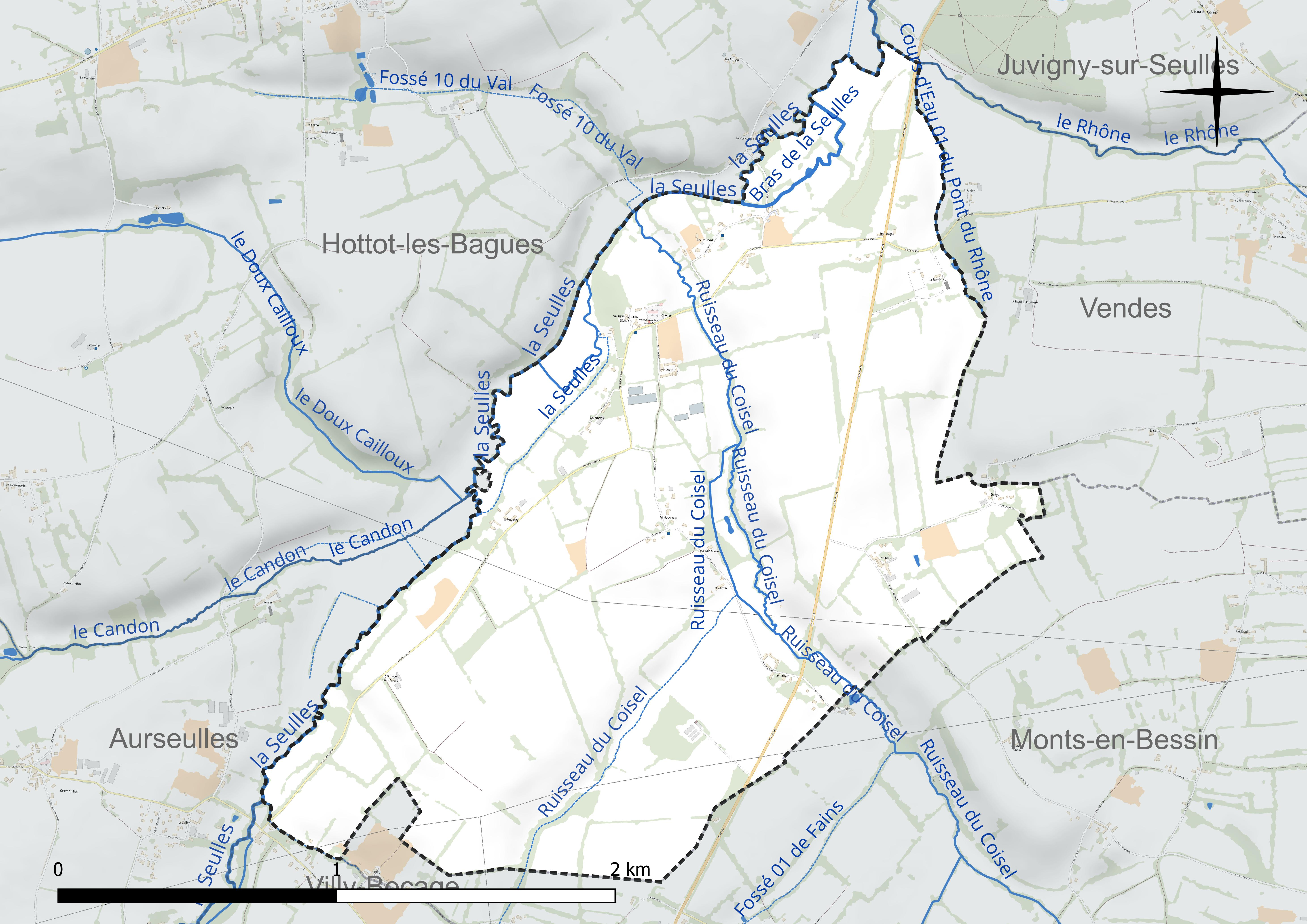
Réseau hydrographique de Saint-Vaast-sur-Seulles.

### Climat
Pour des articles plus généraux, voir Climat de la Normandie et Climat du Calvados.
En 2010, le climat de la commune est de type climat océanique franc, selon une étude du CNRS s'appuyant sur une série de données couvrant la période 1971-2000. En 2020, Météo-France publie une typologie des climats de la France métropolitaine dans laquelle la commune est exposée à un climat océanique et est dans la région climatique  Normandie (Cotentin, Orne), caractérisée par une pluviométrie relativement élevée (850 mm/a) et un été frais (15,5 °C) et venté. Parallèlement le GIEC normand, un groupe régional d'experts sur le climat, différencie quant à lui, dans une étude de 2020, trois grands types de climats pour la région Normandie, nuancés à une échelle plus fine par les facteurs géographiques locaux. La commune est, selon ce zonage, exposée à un « climat des plateaux abrités », correspondant à la plaine agricole de Caen à Falaise, sous le vent des collines de Normandie et proche de la mer, se caractérisant par une pluviométrie et des contraintes thermiques modérées.
Pour la période 1971-2000, la température annuelle moyenne est de 10,5 °C, avec une amplitude thermique annuelle de 12,2 °C. Le cumul annuel moyen de précipitations est de 806 mm, avec 12,5 jours de précipitations en janvier et 7,4 jours en juillet. Pour la période 1991-2020, la température moyenne annuelle observée sur la station météorologique la plus proche, située sur la commune de Seulline à 12 km à vol d'oiseau, est de 11,3 °C et le cumul annuel moyen de précipitations est de 992,2 mm,. Pour l'avenir, les paramètres climatiques de la commune estimés pour 2050 selon différents scénarios d'émission de gaz à effet de serre sont consultables sur un site dédié publié par Météo-France en novembre 2022.

## Urbanisme

### Typologie
Au 1er janvier 2024, Saint-Vaast-sur-Seulles est catégorisée commune rurale à habitat très dispersé, selon la nouvelle grille communale de densité à 7 niveaux définie par l'Insee en 2022. Elle est située hors unité urbaine. Par ailleurs la commune fait partie de l'aire d'attraction de Caen, dont elle est une commune de la couronne,. Cette aire, qui regroupe 296 communes, est catégorisée dans les aires de 200 000 à moins de 700 000 habitants,.

### Occupation des sols
L'occupation des sols de la commune, telle qu'elle ressort de la base de données européenne d'occupation biophysique des sols Corine Land Cover (CLC), est marquée par l'importance des territoires agricoles (100 % en 2018), une proportion identique à celle de 1990 (100 %). La répartition détaillée en 2018 est la suivante : prairies (51,3 %), terres arables (48,7 %). L'évolution de l'occupation des sols de la commune et de ses infrastructures peut être observée sur les différentes représentations cartographiques du territoire : la carte de Cassini (XVIIIe siècle), la carte d'état-major (1820-1866) et les cartes ou photos aériennes de l'IGN pour la période actuelle (1950 à aujourd'hui).

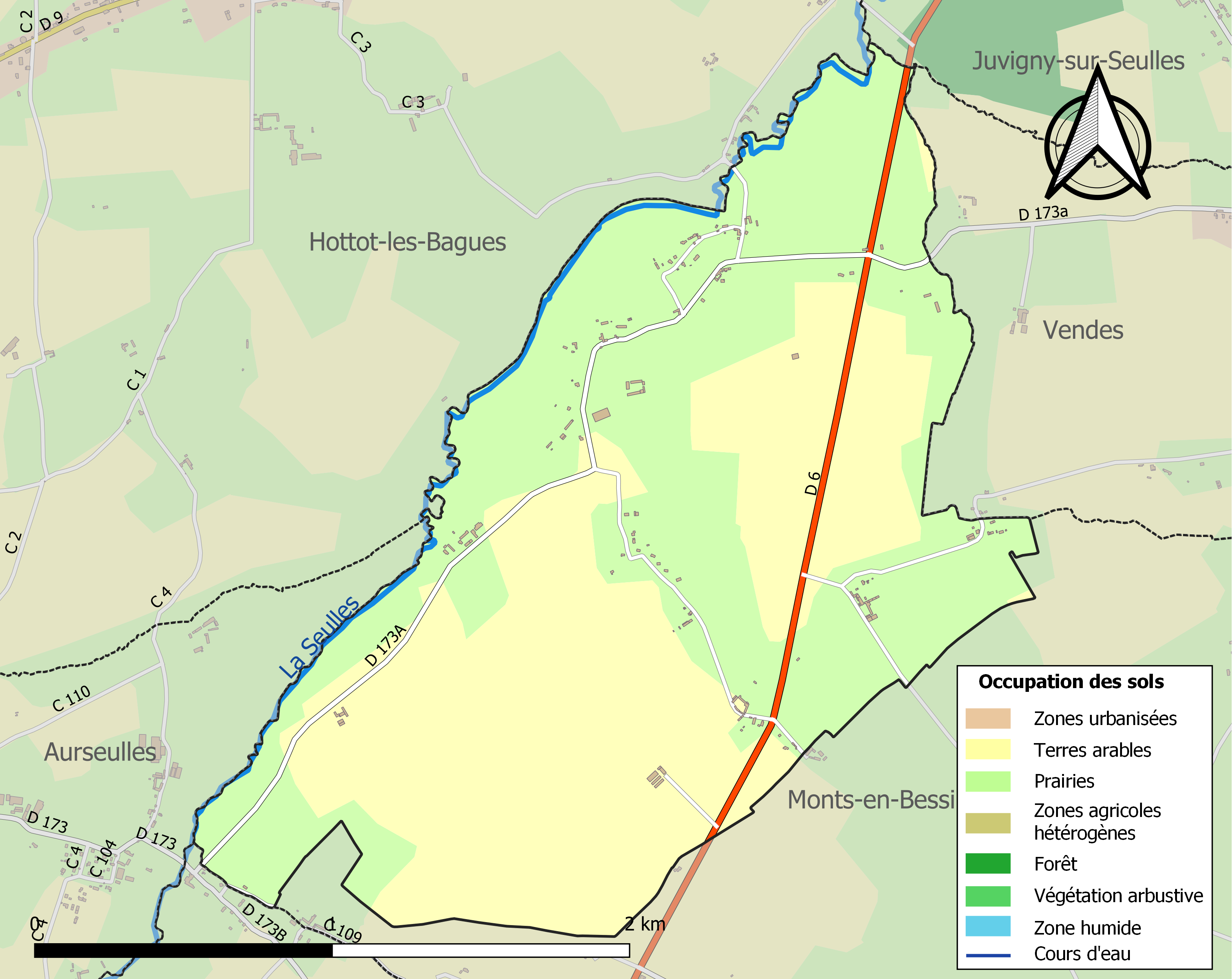
Carte des infrastructures et de l'occupation des sols de la commune en 2018 (CLC).

## Toponymie
Le nom de la localité est attesté sous les formes Sanctus Vedastus et ecclesia Sancti Vedasti en 1230, Saint-Vaast en 1801, Saint-Vaast-sur-Seulles en 1901.
Saint Vaast en normand et picard, saint Vedast sous une forme savante issue du latin Vedastus, voire Wedastus, ou saint Gaston en français. La prononciation est [sɛ̃vaː]. Ce sont saints Raven et Rasiphe qui sont vénérées à Saint-Vaast-sur-Seulles.
La Seulles est un fleuve côtier de Normandie, dans le département du Calvados, qui se jette dans la Manche à Courseulles-sur-Mer.

## Politique et administration

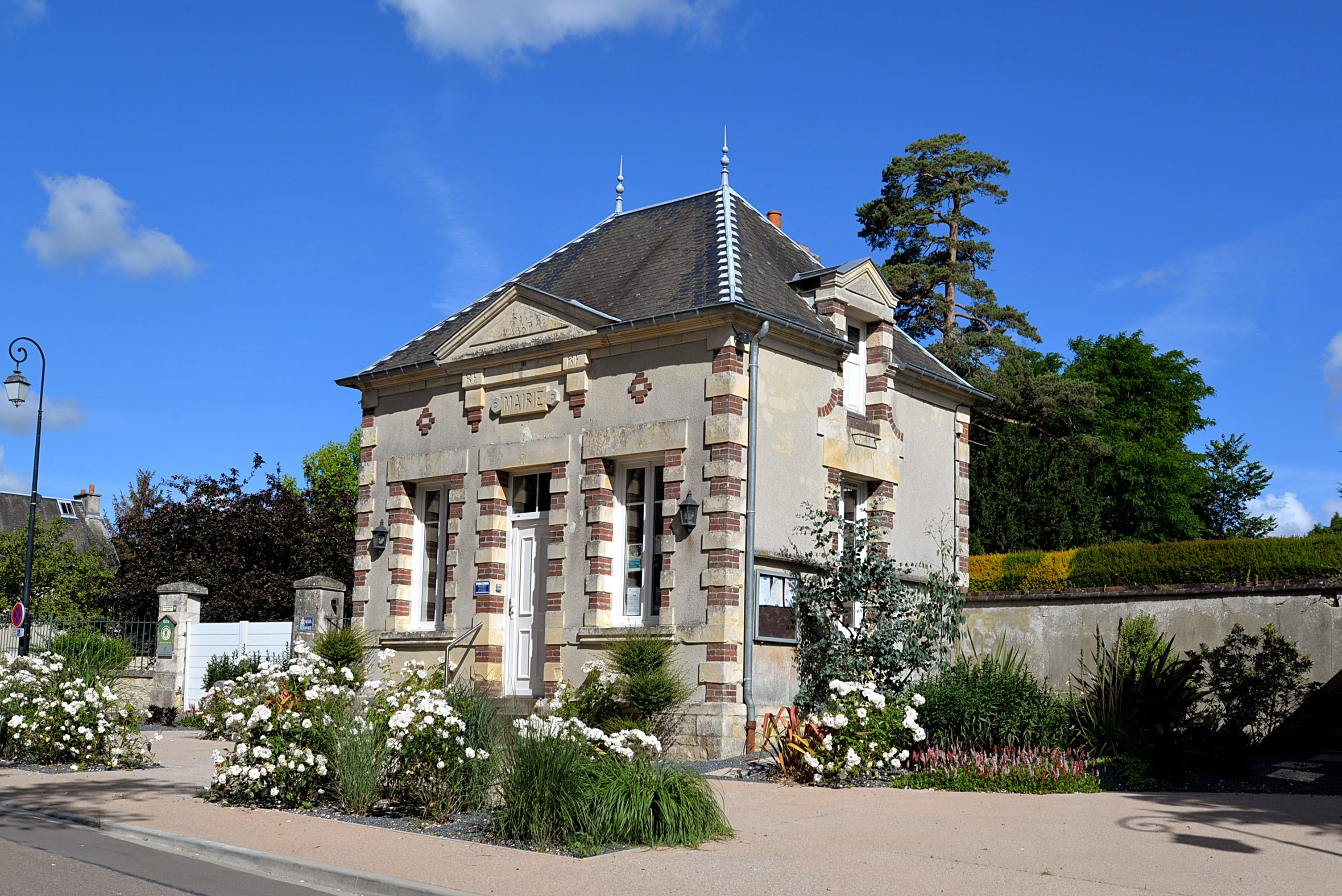
La mairie.

| Période                                  | Période  | Identité                      | Étiquette | Qualité |
| ---------------------------------------- | -------- | ----------------------------- | --------- | ------- |
|                                          | mai 1929 | René de Brunville             |           |         |
| mai 1929                                 | mai 1945 | Raymond de Thomas de Labarthe |           |         |
| mai 1945                                 |          | Eugène Gillet                 |           |         |
|                                          |          |                               |           |         |
| juin 1995                                | En cours | André Marie                   | SE        |         |
| Les données manquantes sont à compléter. |          |                               |           |         |

## Démographie
L'évolution du nombre d'habitants est connue à travers les recensements de la population effectués dans la commune depuis 1793. Pour les communes de moins de 10 000 habitants, une enquête de recensement portant sur toute la population est réalisée tous les cinq ans, les populations de référence des années intermédiaires étant quant à elles estimées par interpolation ou extrapolation. Pour la commune, le premier recensement exhaustif entrant dans le cadre du nouveau dispositif a été réalisé en 2004.
En 2022, la commune comptait 159 habitants, en évolution de +13,57 % par rapport à 2016 (Calvados : +1,58 %, France hors Mayotte : +2,11 %).
| 1793 | 1800 | 1806 | 1821 | 1831 | 1841 | 1846 | 1851 | 1856 |
| ---- | ---- | ---- | ---- | ---- | ---- | ---- | ---- | ---- |
| 270  | 263  | 256  | 224  | 254  | 270  | 277  | 274  | 254  |

| 1861 | 1866 | 1872 | 1876 | 1881 | 1886 | 1891 | 1896 | 1901 |
| ---- | ---- | ---- | ---- | ---- | ---- | ---- | ---- | ---- |
| 236  | 235  | 212  | 235  | 190  | 182  | 181  | 167  | 142  |

| 1906 | 1911 | 1921 | 1926 | 1931 | 1936 | 1946 | 1954 | 1962 |
| ---- | ---- | ---- | ---- | ---- | ---- | ---- | ---- | ---- |
| 142  | 127  | 148  | 146  | 140  | 106  | 105  | 135  | 142  |

| 1968 | 1975 | 1982 | 1990 | 1999 | 2004 | 2006 | 2009 | 2014 |
| ---- | ---- | ---- | ---- | ---- | ---- | ---- | ---- | ---- |
| 127  | 129  | 109  | 115  | 134  | 132  | 140  | 134  | 136  |

| 2019 | 2022 | - | - | - | - | - | - | - |
| ---- | ---- | - | - | - | - | - | - | - |
| 154  | 159  | - | - | - | - | - | - | - |

## Lieux et monuments
- L'église Saint-Vaast en partie du XIe siècle).
- La chapelle Saint-Raven-et-Saint-Rasiphe.
- Les ruines du château fort du Bois du Château des XIIe et XIVe siècles[28] ; château assiégé et ruiné, en 1356 par Édouard III. En 1361, abandon définitif du château. Au XIXe siècle les vestiges sont la possession du comte de Blangy. Entre 1979 et 1981 intervient une campagne de fouilles sous la responsabilité de Joseph Decaëns et Joëlle Burnouf[29].
- Le lavoir.

L'église Saint-Vaast
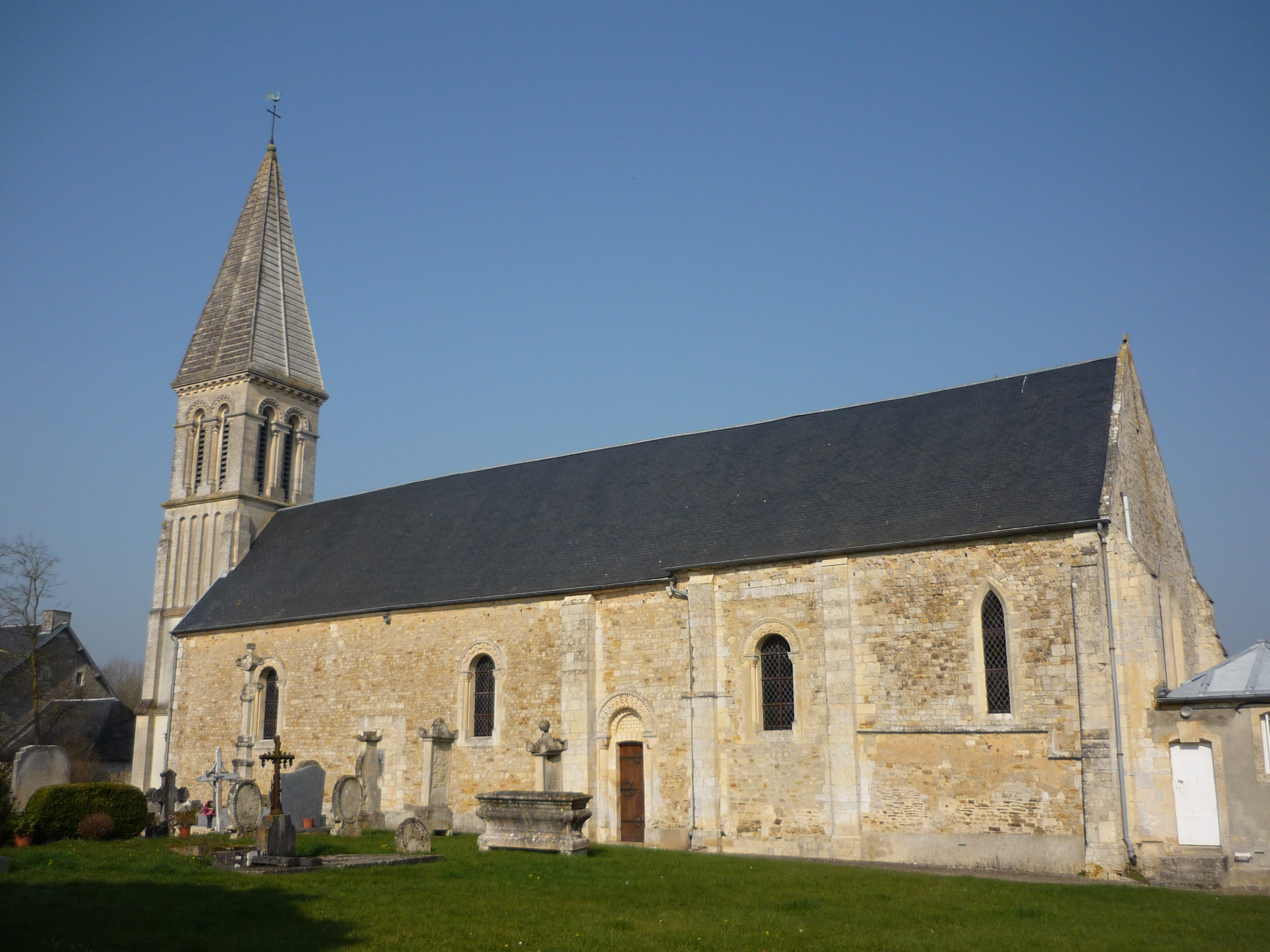
L'église.
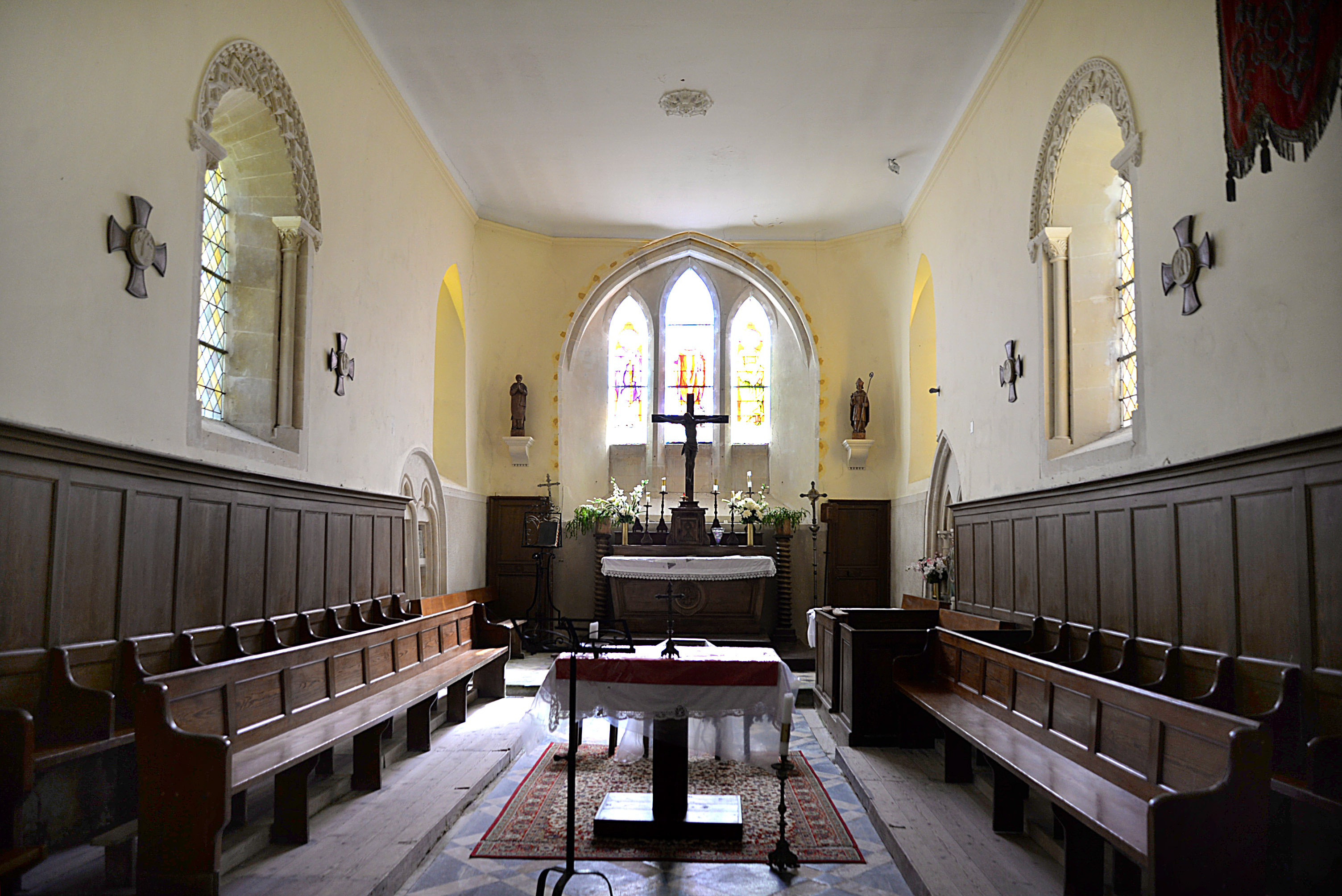
Le chœur.
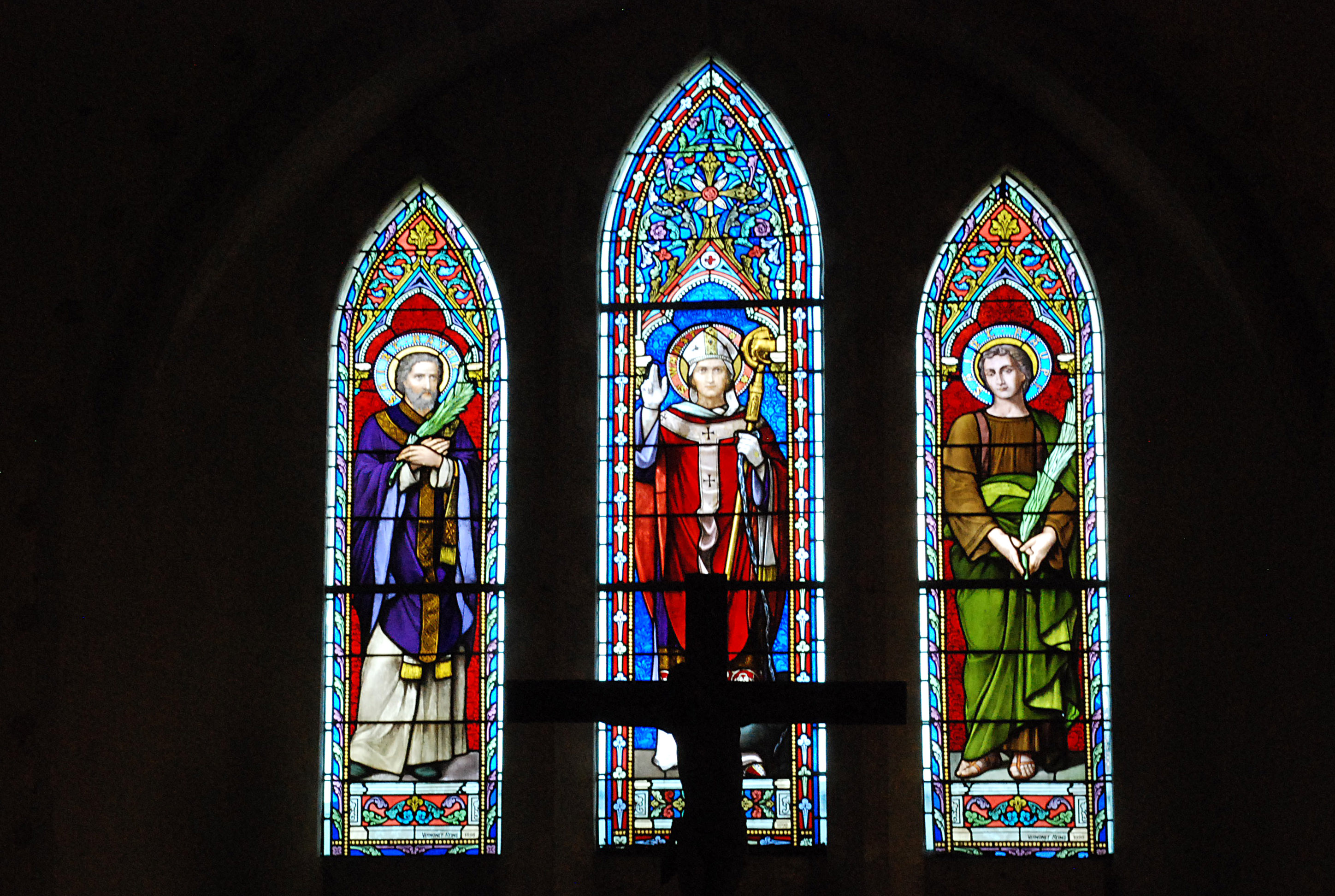
Les vitraux du chevet.
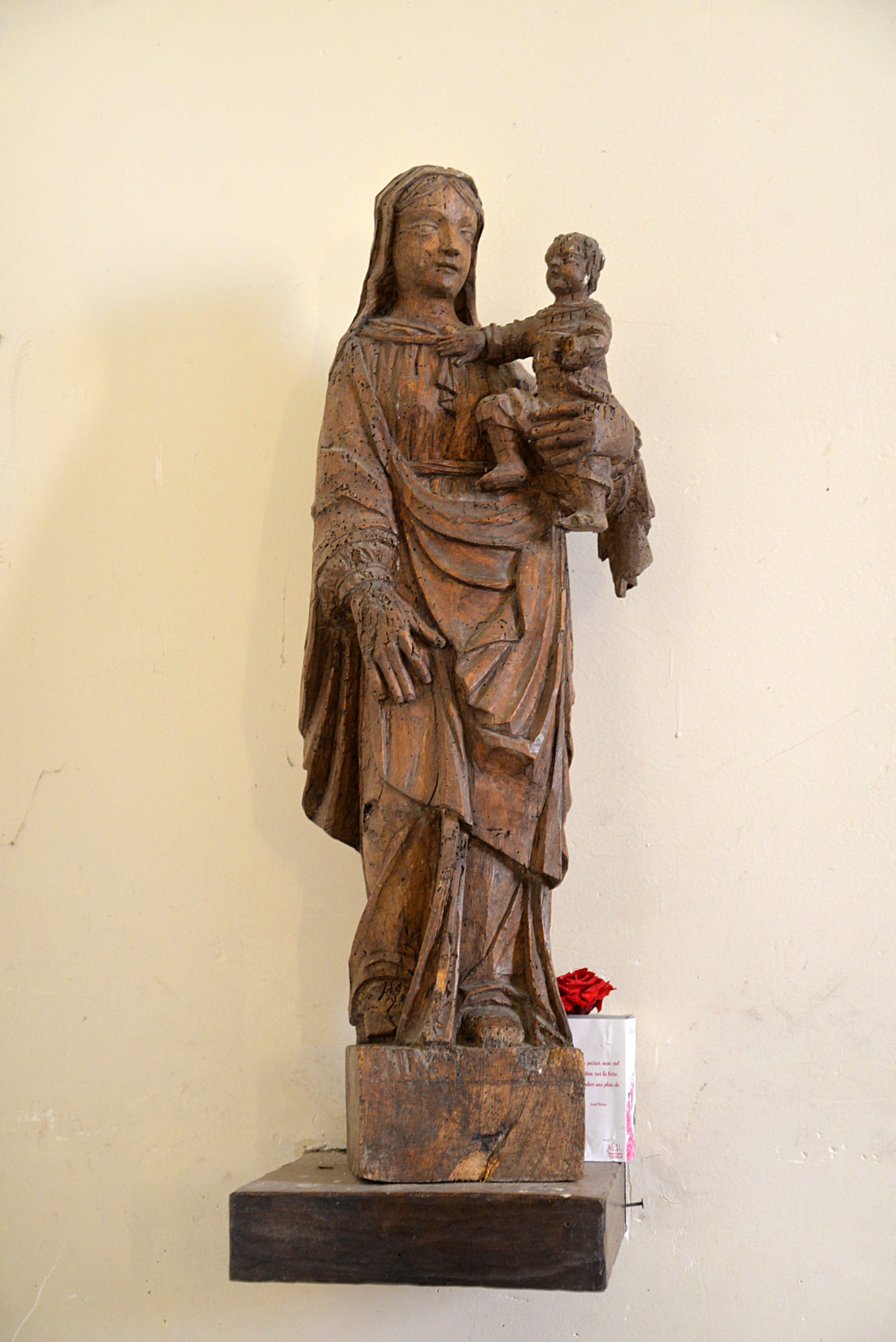
Vierge à l'enfant.

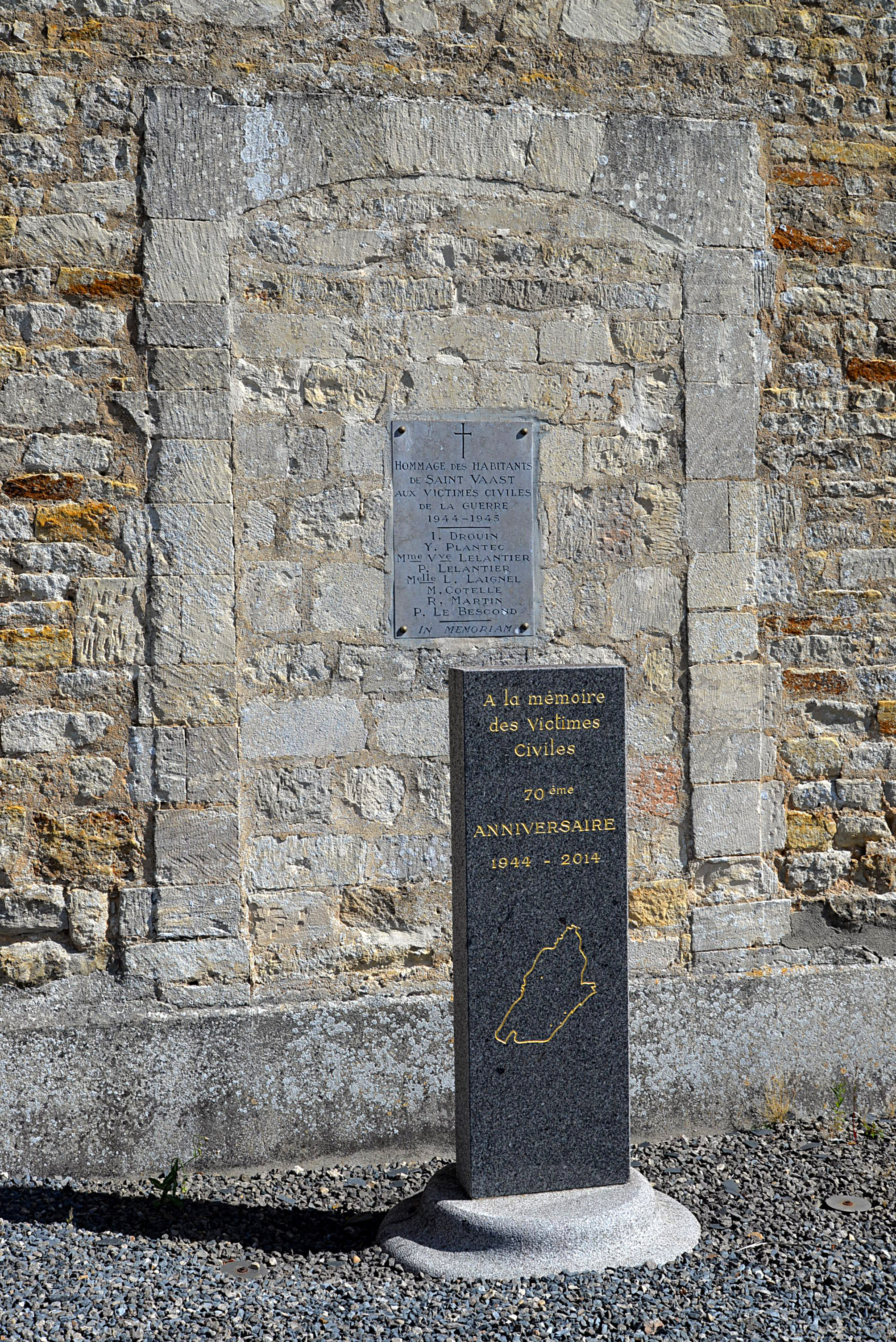
Stèles commémoratives dans le cimetière.
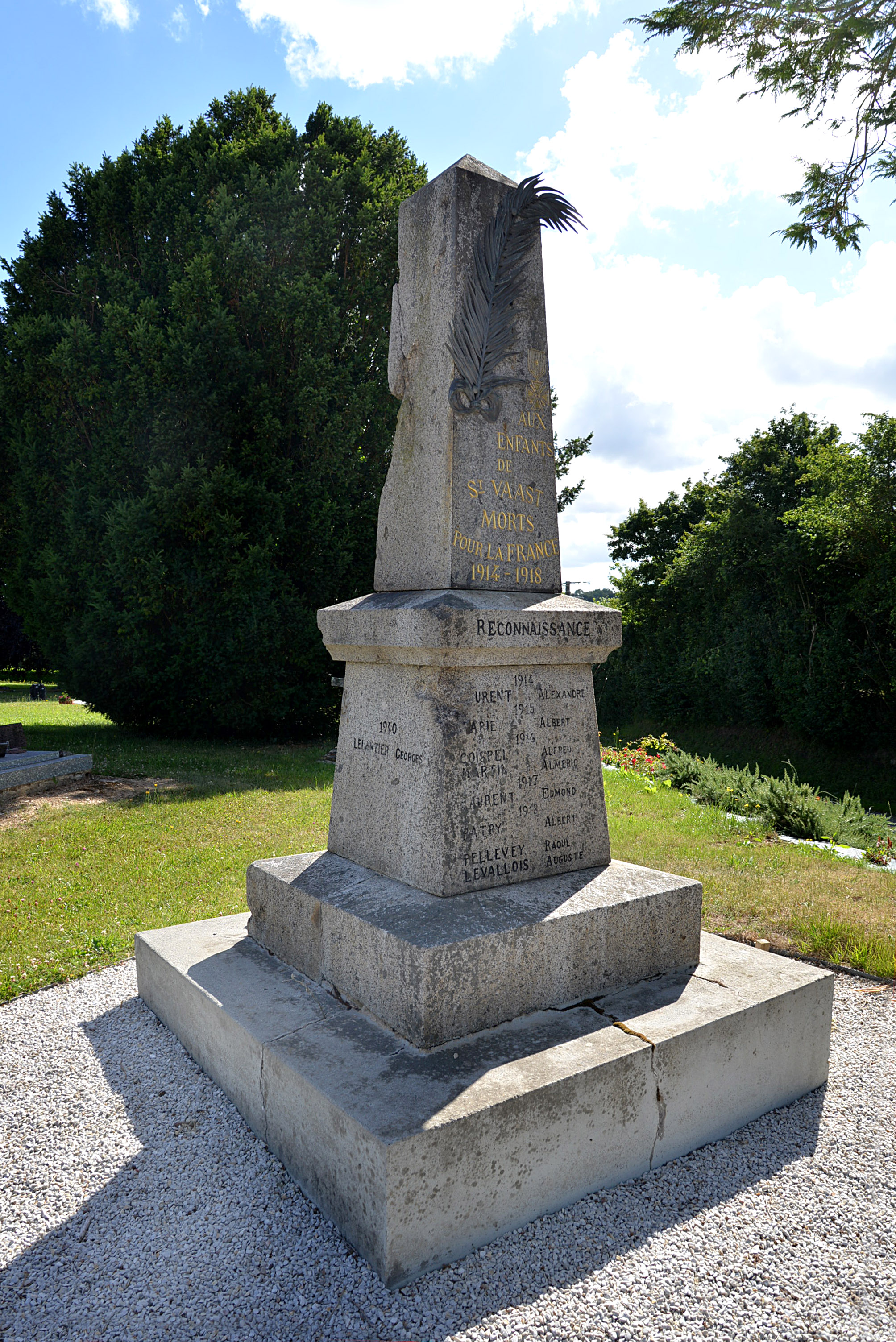
Le monument aux morts.
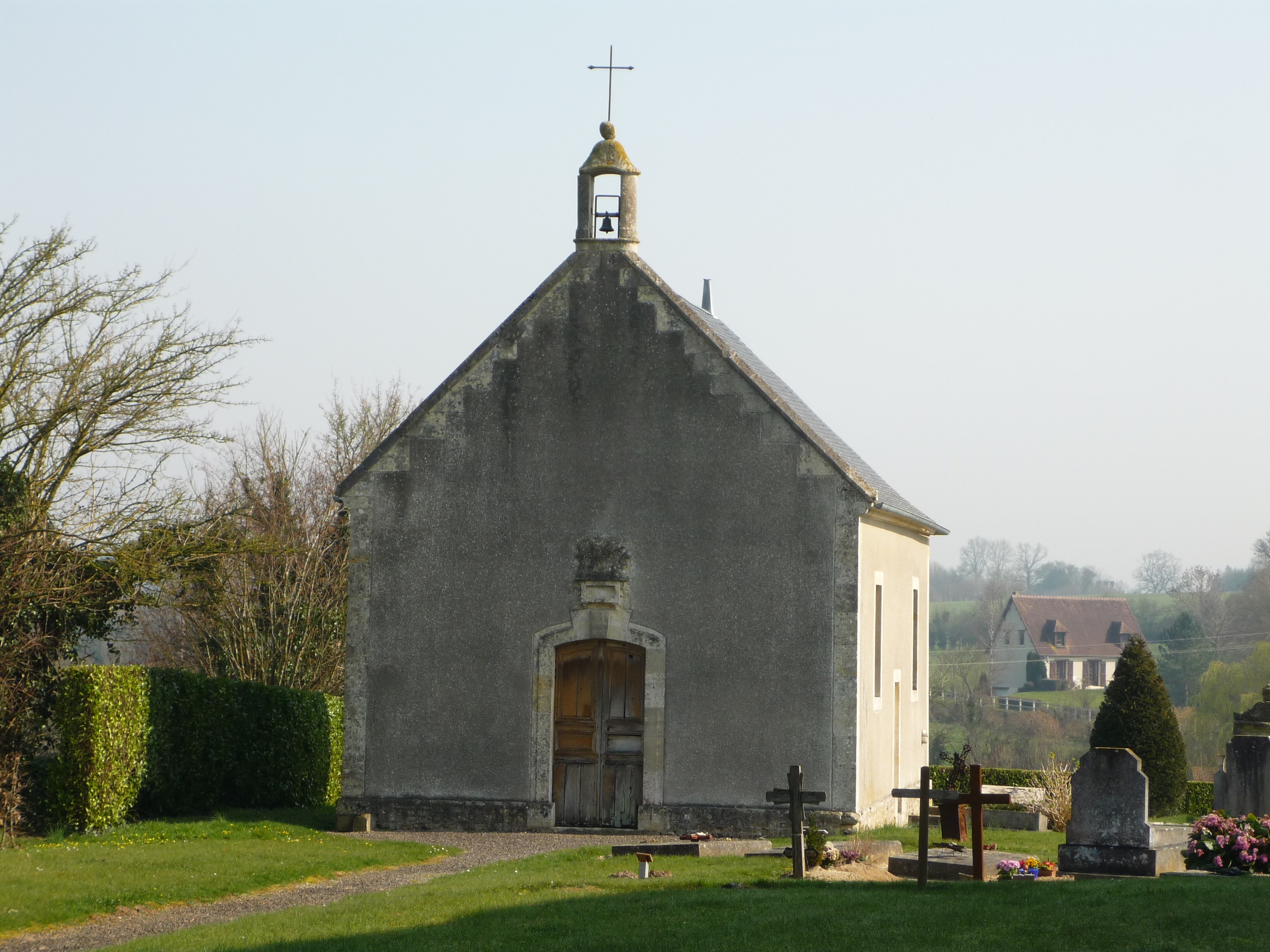
La chapelle.
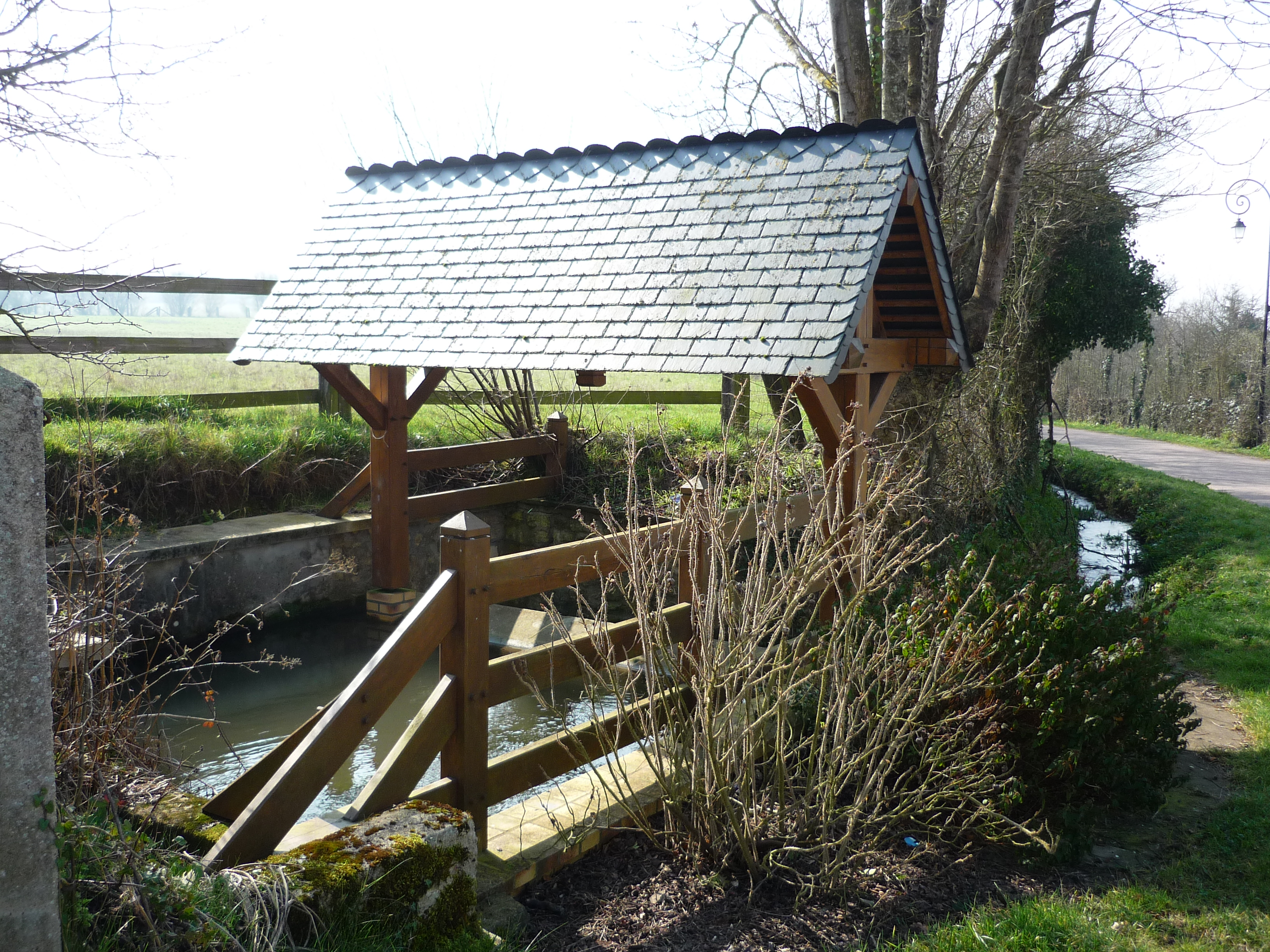
Le lavoir.

## Héraldique
| Blason à dessiner | Blason  | Coupé: au 1er parti au I d'argent au château de deux tours couvertes et pavillonnées de sable, au II d'argent à l'ours debout de tenné, au 2e d'argent au hêtre de pourpre; à la fasce de gueules brochant sur la partition et chargée de l'inscription « SAINT VAAST-SUR-SEULLES » en lettres capitales d'argent, ladite inscription accompagnée de cinq lionceaux léopardés d'or, deux au-dessus et trois au-dessous. |
| Blason à dessiner | Détails | Le statut officiel du blason reste à déterminer. |